# Bireta endophaea
Bireta endophaea är en fjärilsart som beskrevs av George Francis Hampson 1904. Bireta endophaea ingår i släktet Bireta och familjen tandspinnare. Inga underarter finns listade i Catalogue of Life.